# Antonio a Marca
Antonio a Marca (* um 1507 in Mesocco; † 15. März 1558 in Chur) war ein Schweizer Politiker, Landammann, Militär und Hauptmann.

## Biografie
Antonio a Marca war Sohn des Giovanni. Erwähnt wurde er ab 1537 als Landammann der Gerichtsgemeinde Mesocco. Er war mehrmals Hauptmann im Dienste Frankreichs; 1558 nahm er an der Belagerung von Calais teil. Er beteiligte sich an der Sammlung von Geldern für die Liquidation der Familie Trivulzio und ihres Besitzes in Misox. 
Im Jahr 1555 wurde er vom Papst Paul IV. in den Ritterstand erhoben. Er wurde auf dem Scaletta-Friedhof in Chur beigesetzt.